# Berliner Bewegung
Die Berliner Bewegung war eine antisemitische Sammlungsbewegung, die in den 1880er Jahren im Deutschen Kaiserreich aktiv war.

## Aufstieg und Zeit des Erfolges

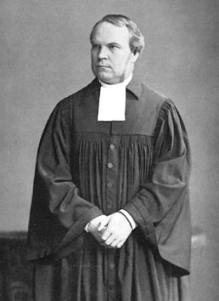
Adolf Stoecker

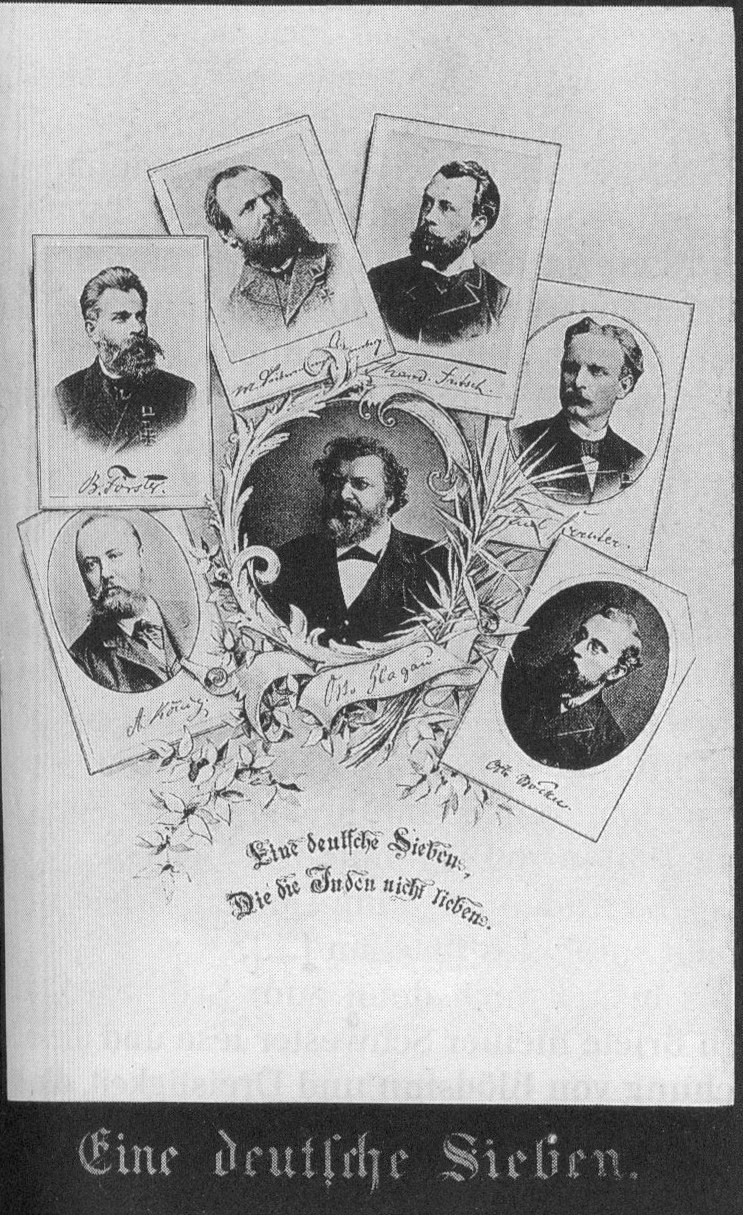
Zentrale Personen der „Berliner Bewegung“: In der Mitte Otto Glagau, darum im Uhrzeigersinn Adolf König, Bernhard Förster, Max Liebermann von Sonnenberg, Theodor Fritsch, Paul Förster und Otto Böckel.

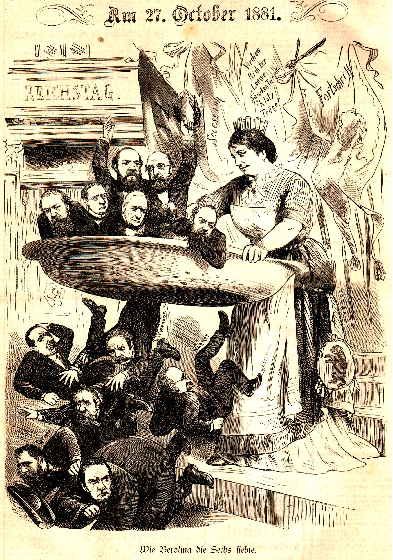
Wie Berolina die Sechs siebte. – Am 27. Oktober 1881 erhalten bei den Reichstagswahlen die Kandidaten der Fortschrittspartei (Rudolf Virchow, Eugen Richter, Albert Träger, Kurt von Saucken-Tarputschen, Ludwig Loewe und Moritz Klotz) im ersten Wahlgang die meisten Stimmen in allen sechs Berliner Wahlkreisen. Die Kandidaten der antisemitischen Berliner Bewegung fallen durch das Sieb.

Die „Berliner Bewegung“ entstand aus dem erstarkenden deutschen Antisemitismus Ende der 1870er Jahre. Dabei handelt es sich nicht um eine Partei oder einen Verein, sondern um eine Sammelbezeichnung für eine Vielzahl von Gruppierungen und Personen, deren gemeinsamer Nenner die Judenfeindschaft war.
Hauptbezugspunkte für die antisemitische Ideologie der „Berliner Bewegung“ waren ein diffuser Antiliberalismus und Antikapitalismus als Nachwirkungen des Gründerkrachs von 1873, die Furcht vor einem Anwachsen der Sozialdemokratie und der Aufstieg eines ethnisch-rassischen Nationsverständnisses im Bildungsbürgertum. Besonders pointiert verliehen die Schriften des Publizisten Otto Glagau diesem Gedankengut Ausdruck.
Bestärkt sah sich die „Berliner Bewegung“ durch Bismarcks konservative Wende von 1878/79, in der er mit dem Liberalismus brach und eine sozialkonservative Innenpolitik einleitete (Sozialistengesetz, Sozialgesetzgebung, Ende des Kulturkampfs). Bismarck instrumentalisierte die „Berliner Bewegung“ gezielt zur Schwächung des Liberalismus; wahrscheinlich finanzierte er sie sogar aus dem Welfenfonds. Der Reichskanzler ließ sie aber aufgrund ihrer Radikalität und mangelnden politischen Erfolgs bereits Anfang der 1880er Jahre wieder fallen.
Adolf Stoeckers Rede „Unsere Forderungen an das moderne Judenthum“ im Jahre 1879 gilt in der Forschungsliteratur mitunter als Beginn des modernen Antisemitismus. Adolf Stoecker und seine „Christlich-soziale Partei“ bildeten zunächst den Kern der „Berliner Bewegung“. Sie umfasste eine Vielzahl antisemitischer, antiliberaler, konservativer und antikapitalistischer Gruppierungen und Einzelpersonen, die sich hauptsächlich aus Berliner Handwerkern und Ladenbesitzern sowie Teilen der Intelligenz (Hochschulangehörige, Offiziere etc.) rekrutierten. In ihren Anfangsjahren wurde die „Berliner Bewegung“ von den „Deutschkonservativen“ unterstützt, die sich so eine Massenbasis verschaffen wollten. Sie profitierte außerdem von der weit verbreiteten antijüdischen und antiliberalen Stimmung in Deutschland sowie von der einsetzenden öffentlichen Diskussion um die Verantwortung des Staates für soziale Belange. 1880/81 initiierte die „Berliner Bewegung“ die sogenannte „Antisemitenpetition“ mit dem Ziel, die rechtliche Gleichstellung der Juden stark einzuschränken. Die Petition fand eine Viertelmillion Unterzeichner.
Mittlerweile hatten sich in Berlin kleine völkische Vereine und Parteien gebildet wie Wilhelm Marrs Antisemitenliga, Ernst Henricis Soziale Reichspartei und Liebermann von Sonnenbergs Deutscher Volksverein. Anders als die christlich-sozialen vertraten sie einen erklärtermaßen rassistischen Antisemitismus und erzeugten durch ihre Agitation eine weit verbreitete judenfeindliche Stimmung, die sich auch in Gewalttaten entlud (Neujahrskrawalle in Berlin, Kantorowicz-Affäre, Neustettiner Synagogenbrand). Dies hielt die Deutschkonservativen nicht davon ab, im Konservativen Central Comitee auch mit den ultraradikalen Antisemiten zu kooperieren. Ziel war es, die Vorherrschaft von Liberalen und SPD in Berlin zu brechen. Bei den Reichstagswahlen von 1881 kandidierten in den Berliner Wahlkreisen Antisemiten der „Berliner Bewegung“ für die Konservativen. Trotz Stimmengewinnen konnten sie keinen Wahlkreis erobern, woraufhin die Zusammenarbeit im Konservativen Central Comitee aufgegeben wurde.

## Der Berliner Antisemitismusstreit
Ihren Höhepunkt erlebte die „Berliner Bewegung“ in den Jahren 1880 und 1881. Attackiert wurde sie von der Deutschen Fortschrittspartei, die die „Antisemitenpetition“ am 20. und 22. November 1880 bei der „Interpellation Hänel“ vor den preußischen Landtag brachte. Als die Deutsche Fortschrittspartei unter Rudolf Virchow und Eugen Richter bei den Reichstagswahlen am 27. Oktober 1881 der Berliner Bewegung eine vernichtende Niederlage zufügte und alle sechs Berliner Wahlkreise mit großem Abstand gewann, distanzierte sich auch Otto von Bismarck von den Antisemiten, der sich ihnen gegenüber bis dahin wohlwollend neutral verhalten hatte. Da ein Erfolg in Berlin unmöglich schien, konzentrierte sich die antisemitische Bewegung in den Folgejahren auf die Provinzen oder suchte über informelle Kanäle Einfluss zu gewinnen: Adolf Stoecker war ein gefragter Redner, Prinz Wilhelm, der spätere Kaiser Wilhelm II., war Anhänger der „Christlich-Sozialen“, und selbst der Kaiser gewährte seinem Hofprediger Stoecker und einigen seiner Anhänger eine Audienz.
Neben dem Hofprediger Adolf Stoecker war es vor allem der Historiker Heinrich von Treitschke, der im Rahmen des Berliner Antisemitismusstreits die Positionen der „Berliner Bewegung“ hoffähig machte. Er hatte in mehreren Artikeln der Preußischen Jahrbücher (1879/80) Verständnis für die Argumente und Ziele des Antisemitismus geäußert und davor gewarnt, wenn die Juden sich nicht änderten, werde die Parole „Die Juden sind unser Unglück!“ erschallen. Er traf damit vor allem unter Studenten auf großen Zuspruch, während viele seiner Professorenkollegen in einer „Notabeln-Erklärung“ den Antisemitismus scharf verurteilten. Der deutsche Kronprinz und spätere Kaiser Friedrich verurteilte die antisemitische Bewegung als „Schmach für Deutschland“. Der Siegeszug des Antisemitismus in der Studentenschaft war allerdings nicht mehr aufzuhalten. Er wurde fortan nicht nur von den Vereinen deutscher Studenten vertreten, die sich zur Verbreitung der Antisemitenpetition gebildet hatten, sondern auch von vielen Burschenschaften und einigen Corps übernommen.

## Niedergang und Nachwirkungen
Durch das Wahlbündnis der Kartellparteien vor der Reichstagswahl 1887 gerieten Stoecker und seine Anhänger in eine Misere: Sie konnten einerseits nicht ihre ständig proklamierte Regierungstreue aufgeben, andererseits konnten sie aber auch nicht die jetzt an der Regierung beteiligten „Nationalliberalen“, die ihnen als „Judenpartei“ galten, unterstützen. Bevor sich die „Christlich-Sozialen“ zwischen Autorität und Antisemitismus entschieden hatten, ließ Bismarck Stoecker fallen, und die Konservativen gingen auf Distanz. Der Untergang der „Berliner Bewegung“ ließ sich nun nicht mehr aufhalten.
Mit der Wahlniederlage der Antisemiten von 1887 war der Höhepunkt der „Berliner Bewegung“ bereits überschritten. Die Mitgliederzahlen der Vereine und Parteien ging zurück, die Zahl der Versammlungen nahm ab, und viele Zeitungs- und Zeitschriftengründungen gingen ein. Einige der radikalsten Agitatoren (Bernhard Förster, Ernst Henrici) hatten, enttäuscht über mangelnde Resonanz, Deutschland verlassen. Andere Antisemiten wie Max Liebermann von Sonnenberg, Oswald Zimmermann und Otto Böckel verlagerten ihre Tätigkeit Ende der 1880er Jahre in die Provinz, wo insbesondere in Hessen und Sachsen antisemitische Vereins- und Parteigründungen auf erhebliche Resonanz stießen und in den 1890er Jahren Wahlerfolge erzielen konnten. Langfristig betrachtet blieben diese Gründungen, ähnlich wie Stoeckers Christlichsoziale Partei, Splitterparteien innerhalb des „nationalen Lagers“.

## Bedeutung
Die „Berliner Bewegung“ ist als Gesamtphänomen noch kaum erforscht. Häufig wird sie unzutreffender Weise mit der Wirksamkeit Adolf Stoeckers identifiziert, der jedoch nur eine Persönlichkeit unter vielen anderen war. Die historische Bedeutsamkeit der „Berliner Bewegung“ liegt darin begründet, dass sie dem modernen Antisemitismus in Deutschland zum ersten Mal ein Massenpublikum verschaffte und vor allem im Kleinbürgertum nachhaltige Politisierungseffekte erzielte.
Über die „Berliner Bewegung“ schreibt John C. G. Röhl 1997, dass ihre Bedeutung „für die politische und kulturelle Entwicklung Deutschlands kaum unterschätzt werden kann“, da sie zum einen breite Bevölkerungsschichten politisierte und zum anderen starke Unterstützung im akademischen Milieu, im preußischen Offizierskorps und am Hof fand.